# Dietyloxalat
Dietyloxalat är ester av etanol och oxalsyra med formeln (C2H5)2C2O4.

## Framställning
Dietyloxalat framställs genom att reagera etanol (C2H5OH) och oxalsyra (C2O2(OH)2) med svavelsyra som katalysator.
{\displaystyle {\rm {2\ C_{2}H_{5}OH+C_{2}O_{2}(OH)_{2}\ {\xrightarrow {H_{2}SO_{4}}}\ (C_{2}H_{5})_{2}C_{2}O_{4}+2\ H_{2}O}}}

## Användning
Dietyloxalat används för tillverkning av läkemedel som till exempel fenobarbital, som chelation i kosmetika och som lösningsmedel för harts.